# 王廷簡
王廷簡（1531年—？年），字汝迪，别号存轩，四川卭州人，民籍。

## 生平
五月初十日生，行一，治《詩經》，由州學生中式嘉靖三十七年（1558年）戊午科四川鄉試第四十九名舉人，年三十二歲中式嘉靖四十一年（1562年）壬戌科會試第二百十二名，第三甲第一百六十名進士。授江陵县知县，历官工部员外郎，万历五年（1577年）二月升福建按察司佥事，十年六月復除广西佥事，十一年十一月升广西右参议，官至廣西副使。

## 著作
著有《警愚筆記》、《今賢懿行》等。

## 家族
曾祖王大端；祖王禮冠，壽官；父王聘，監生；嫡母李氏；繼母劉氏；彭氏；生母李氏。慈侍下，妻凃氏，繼妻姚氏；余氏；弟廷符；廷節；廷籌。